# 片平和夫
片平 和夫 （かたひら かずお、1953年2月27日 - ）は、国土交通省の官僚。元国土交通省大阪航空局長。名古屋大学大学院工学研究科修了。静岡県沼津市出身。

## 経歴
- 1977年 名古屋大学大学院工学研究科博士課程前期修了
- 1977年 運輸省入省
- 2000年 名古屋港湾空港工事事務所長
- 2001年 国土交通省中部地方整備局港湾空港部長
- 2007年 港湾空港技術研究所　特別研究官
- 2008年 大阪航空局長[1]
- 2011年 鉄鋼スラグ協会上席研究員[2]
- 2013年 空港施設顧問[3]
- 2014年 空港施設常務取締役上席執行役員企画部長[3]
- 2015年 空港施設常務取締役（企画部及び施設管理センター担当、大阪事業所担当、工事等審査委員会委員長）[3]